# Marty Walsh
Marty Walsh (* 10. dubna 1967 Boston, Massachusetts) je americký politik, člen Demokratické strany, který v letech 2021–2023 zastával úřad ministra práce Spojených států amerických ve vládě Joea Bidena. V březnu 2023 se stal výkonným ředitelem Asociace hráčů NHL.
Ve dvaceti jedna letech vstoupil do pobočky mezinárodního dělnického svazu Severní Ameriky, kde se stal lokálním odborovým předákem. Mezi roky 1997–2014 působil jako člen Sněmovny reprezentantů Massachusetts za třináctý suffolský okrsek. Od ledna 2014 byl starostou Bostonu. Na funkci v čele massachusettské metropole rezignoval, aby se ujal úřadu ministra práce v Bidenově kabinetu, kde nahradil republikána Eugena Scaliu sloužícího do ledna téhož roku v Trumpově vládě. Americký senát jeho nominaci schválil 22. března 2021 poměrem hlasů 68 : 29, čímž se stal posledním potvrzeným ministrem nastupujícího kabinetu.

## Mládí
Narodil se roku 1967 v bostonské rezidenční čtvrti Dorchester do rodiny irského Američana Johna Walshe, pocházejícího z Callowfeenishe u Carny v hrabství Galway, a Mary Walshové (rozené O'Malleyová) z irského Rosmucu. Rodiče emigrovali do Spojených států v 50. letech dvacátého století.
V sedmi letech mu byl diagnostikován Burkittův lymfom. Pro chemoterapeutickou léčbu zmeškal většinu druhého a třetího ročníku základní školy a ke studiu se plnohodnotně vrátil až v páté třídě. Kontrolní vyšetření v jedenácti letech již žádný patologický nález neodhalilo. Následně vystudoval bostonskou soukromou střední školu Newman School a v roce 2009 získal bakalářský titul na Woodsově koleji Boston College.

## Ministr práce
Po vítězství Joea Bidena v amerických prezidentských volbách 2020 zveřejnil zvolený prezident 7. ledna 2021 záměr, po své inauguraci, Walshe nominovat do čela ministerstva práce. Po odeslání nominační listiny do Senátu se v horní komoře 4. února téhož roku Walsh zúčastnil slyšení před výborem pro zdravotnictví, vzdělání, práci a důchody. O týden později výbor schválil posunutí kandidatury – poměrem 18 : 4 – na plénum Senátu. Nominace byla potvrzena 22. března 2021 výsledkem 84 : 15 hlasů senátorů. Úřadu se ujal následujícího dne složením přísahy do rukou viceprezidentky Kamaly Harrisové.

## Soukromý život
S partnerkou Lorrie Higginsovou žije v bostonské historické oblasti Lower Mills v Dorchesteru. Řadí se k abstinujícím alkoholikům. Ze závislosti mu pomohl dvanáctikrokový program. Vyznáním je římský katolík. Díky předkům hovoří vyjma angličtiny také irsky.